# Окунев, Василий Васильевич
Василий Васильевич Окунев (3 апреля 1920—25 марта 1995) — советский военачальник, генерал-полковник (29.06.1966). Участник Великой Отечественной войны.

## Биография

Могила Окунева на Преображенском кладбище Москвы.

Родился 3 апреля 1920 года в деревне Лединино (ныне — Череповецкий район Вологодской области). 
С сентября 1936 года служил в Рабоче-Крестьянской Красной Армии. Окончил Севастопольское училище зенитной артиллерии в 1938 году. С 1939 года был преподавателем стрельбы в Горьковском училище зенитной артиллерии имени В. М. Молотова. 
Участник Великой Отечественной войны с 1942 года. В 1942 году командовал 143-м бронепоездом ПВО, с которым прикрывал от налётов немецкой авиации доставку железнодорожным транспортом грузов в войска в ходе Сталинградской битвы, а затем стал командиром отдельного зенитно-артиллерийского дивизиона. С февраля 1943 года — начальник огневого отделения штаба артиллерии Ростовского корпусного района ПВО, в 1944 году — старший инспектор Управления командующего артиллерией Южного фронта ПВО, в 1945 — в отделе боевой подготовки Западного фронта ПВО. Окончил войну в звании подполковника.
После окончания войны продолжал службу на различных должностях в системе противовоздушной обороны. В 1950 году окончил Военную артиллерийскую академию имени Ф. Э. Дзержинского, в 1961 году — Военную академию Генерального штаба Вооружённых Сил СССР. С 1950 года — командир зенитно-артиллерийского полка. С 1954 года — начальник отдела оперативной подготовки артиллерийских штабов войск Московского района ПВО. С 1954 года — командир 74-й зенитно-артиллерийской дивизии. С 1955 года — заместитель командующего зенитной артиллерией Московского округа ПВО. С 1957 года — командующий зенитной артиллерией Бакинского округа ПВО. В 1961-1966 годах — командующий 1-й армией ПВО Особого назначения Московского округа ПВО (штаб армии — город Балашиха Московской области). В июле 1966 — октябре 1970 года — командующий войсками Московского округа ПВО.
В 1970 году направлен в качестве Главного военного советника Вооружённых Сил Объединённой Арабской Республики, а после распада ОАР в 1971 года работал на этой же должности в Египте. Вернувшись в декабре 1972 года в СССР, занял должность сначала заместителя, а с апреля 1974 года — первого заместителя Главнокомандующего войсками ПВО СССР Маршала Советского Союза П. Ф. Батицкого.
Кандидат в члены ЦК КПСС (1971—1976), член Центральной ревизионной комиссии КПСС (1966—1971). Депутат Верховного Совета СССР 8-го и 9-го созывов.
В июле 1975 года был переведён в состав Группы генеральных инспекторов Министерства обороны СССР в качестве военного консультанта. В ноябре 1987 года уволен в отставку. Проживал в Москве.
Умер 25 марта 1995 года, похоронен на Преображенском кладбище Москвы.

## Награды
- Орден Ленина,
- два ордена Красного Знамени (1956, …),
- ордена Отечественной войны 1-й (11.03.1985) и 2-й (17.11.1944) степеней,
- два ордена Трудового Красного Знамени (3.04.1970, 2.04.1980[3]),
- три ордена Красной Звезды (6.08.1943, 1951, …),
- орден «За службу Родине в Вооружённых Силах СССР» 3-й степени,
- медали, в том числе медаль «За боевые заслуги» (1946), медаль «За оборону Кавказа»,
- иностранные награды.